# Mistichthys luzonensis
Mistichthys luzonensis es una especie de peces de la familia de los Gobiidae en el orden de los Perciformes.

## Morfología
Los machos pueden llegar a alcanzar los 2,5 cm de longitud total.

## Depredadores
Es depredado por Channa striata, Oreochromis mossambicus, Oreochromis niloticus niloticus, Clarias macrocephalus y  Hemiramphus cotnog 

## Hábitat
Es un pez de Mar y, de clima tropical y demersal que vive entre 0-12 m de profundidad.

## Distribución geográfica
Se encuentra en las Filipinas. 

## Observaciones
Es inofensivo para los humanos. 